# Malvinas Argentinas (partido)
Malvinas Argentinas (Partido de Malvinas Argentinas) is een partido in de Argentijnse provincie Buenos Aires. Het bestuurlijke gebied telt 290.621 inwoners. Tussen 1991 en 2001 steeg het inwoneraantal met 21,57 %.

## Plaatsen in partido
- Área de Promoción El Triángulo
- Grand Bourg
- Ingeniero Adolfo Sourdeaux
- Ingeniero Pablo Nogués
- Los Polvorines
- Malvinas Argentinas
- Tierras Altas
- Tortuguitas
- Villa de Mayo